# Aporia
|  | No s'ha de confondre amb Aporia (papallona). |

Una aporia és una situació argumental en què s'arriba a un atzucac, com el d'afirmar i negar alhora el mateix enunciat. Etimològicament, aporia (ἀπορία) prové del grec aporos, que significa «sense sortida» (poros és «sortida»). El mot aporia també significava problema, indecisió, manca de recursos. De vegades s'empra com a sinònim de paradoxa.
Hom explica que l'aporia és una de les eines argumentals de la dialèctica. L'aporia segueix els passos següents:
1. S'agafa un argument que vol mostrar-se com a vertader.
2. D'alguna manera, es vol fer veure que aquest argument arriba a ser fals si es porta a les seves preteses conclusions lògiques.
3. Aleshores, com que l'argument no porta enlloc, és "falsat", la conclusió contrària és certa.

Segons la tradició, qui inventà les primeres apories fou Zenó d'Elea (filòsof de l'escola d'Elea), qui, en defensa de les teories de Parmènides, construeix arguments en contra de l'existència del moviment (un d'ells és el d'Aquil·les i la tortuga, segons el qual Aquil·les mai no atrapa la tortuga lenta, perquè quan sembla que l'encalça, la tortuga ja ha avançat una mica més, i així progressivament).
Els sofistes, Sòcrates i l'escola de Megara prosseguiren de grat amb la utilització d'apories. També l'empraren, per exemple, Plató, Aristòtil, els estoics i alguns pensadors de l'època medieval.